# Ailuropoda
Ailuropoda è l'unico genere esistente della sottofamiglia Ailuropodinae, della famiglia Ursidae che comprende tutti gli orsi. Questa sottofamiglia contiene una singola specie vivente e tre specie fossili.
Esiste solo una specie, ossia Ailuropoda melanoleuca; le altre tre specie sono cronospecie preistoriche. Nonostante la sua classificazione tassonomica come carnivoro, il panda gigante ha una dieta prevalentemente erbivora, che consiste quasi esclusivamente di bambù.
I panda giganti discendono da Ailurarctos, che visse durante il Miocene superiore. Nel 2011, dei denti fossili di oltre 11 milioni di anni fa vennero ritrovati nella penisola iberica e vennero identificati come appartenenti a una specie precedentemente non identificata nella sottofamiglia Ailuropodinae. Questa specie è stata denominata Agriarctos beatrix (ora Kretzoiarctos beatrix).

## Etimologia
Il nome generico dei panda, Ailuropoda, deriva dal greco αἴλουρος aílouros "gatto" + ‒ποδός ‒podós "piede" (gen. Sg.). A differenza della maggior parte degli orsi, i panda giganti non hanno pupille rotonde, ma hanno fessure verticali, simili a quelle dei gatti. Questo non ha solo ispirato il loro nome latino, ma ha valso loro il nome, in cinese, di "grande gatto orso" ( 大熊猫, dà xióngmāo) e, in tibetano, di "orso gatto" (བྱི་ལདྨོ, byi-la dom).

## Classificazione
- † Ailuropoda baconi - (Woodward 1915)[7] (Pleistocene)
- Ailuropoda melanoleuca - Panda gigante (David, 1869)[3]
  - Ailuropoda melanoleuca melanoleuca - (David, 1869)
  - Ailuropoda melanoleuca qinlingensis - Wan Q.H., Wu H. et Fang S.G., 2005[8]
- † Ailuropoda microta - Pei, 1962[9][10] (Pliocene superiore)
- † Ailuropoda wulingshanensis - Wang et alii. 1982[11] (Pliocene superiore-Pleistocene inferiore)

## Altri panda
Il panda rosso, o panda minore, (Ailurus fulgens) era precedentemente considerato strettamente correlato al panda gigante. Tuttavia, non è più considerato un orso ed è ora classificato come unico rappresentante vivente di una diversa famiglia di carnivori, gli Ailuridae.